# 中華航空334號班機劫機事件
中華航空334號班機是中華航空一班由新加坡樟宜機場經曼谷廊曼機場、香港啟德機場至中正國際機場的貨運航班，在1986年5月3日遭機長王錫爵劫持到廣州白雲機場。該事件又稱王錫爵劫機事件，此事件為劫機事件中罕見由當班駕駛員劫機的案例，事後王錫爵亦被稱為1949年后兩岸“直航第一人”。

## 飛機基本資料
- 機型：波音747-2R7F/SCD（747-200F）全貨機
- 機號：B-198
- 出廠：1980年9月
- 履歷：出廠後由盧森堡航空購入使用，機號是LX-ECV。

1985年，中華民國交通部民用航空局以時價6,000萬美元向盧森堡貨運航空購入，1985年6月出租給中華航空使用，改機號為B-198。當時中華航空共有兩架波音747的貨機。
- 遭劫持當天從新加坡飛曼谷轉飛香港後預定飛回臺北再轉飛美國，載有水果、輪胎、鮮魚等貨物約214,500磅。

## 機組員基本資料
- 機長：王錫爵，1929年12月28日出生，四川遂寧人，中華民國空軍軍官學校卅期畢業，曾當選1957年度的中華民國國軍第八屆克難英雄的戰鬥立功英雄，曾與1965年駕駛U-2偵察機遭擊落俘虜的張立義一同出任務到大陆偵照。1967年6月16日進入華航任職，曾飛過波音707、波音727及波音747等機型。
- 副機師：董光興，1929年1月26日出生，江蘇寶山人，中華民國空軍軍官學校廿九期畢業，1971年進入中華航空任職，曾飛過波音707、波音727、波音747及空中巴士A300等機型。與王錫爵在空軍幼校時為同學。
- 飛航工程師：邱明志，1946年5月31日出生，台灣屏東人。1971年4月進入中華航空修護工廠任職，1973年10月30日轉任儲訓飛航工程師。

## 事件經過

### 5月3日
- 05時50分：中華航空貨機由新加坡起飛前往曼谷。
- 14時40分：中華航空貨機依正常航道飛過IDOSI報告點，在香港東南南方約120浬。且接受香港航管呼叫，從33,000呎下降。
- 14時45分：王錫爵拿救生斧襲擊董光興，董光興被制服，被王錫爵銬住拇指而無法操作飛機。
- 14時50分：上完洗手間的邱明志出來發現狀況，與王錫爵搏鬥。
- 14時50分：香港航管發現中華航空貨機未降低到規定的高度，即呼叫其降低高度。
  - 在14時45分至14時50分真實情況究竟為何目前眾說紛紜，王錫爵聲稱是藉口演習而將董光興銬住，拿水果的邱明志返回後被王錫爵要求駕機，稱三人和平談判並至廣州下機。邱明志回台後向媒體表示被王錫爵襲擊等內容遭王錫爵駁斥。
- 15時00分：距離香港約50浬，王錫爵開始試圖呼叫廣州白雲機場塔台，引起香港航管的詫異，航管員還問王錫爵「到底要在哪裡落地，請回答」。此時飛機高度約15,000呎。
- 15時07分：這是中華航空貨機預定抵達香港啟德機場的時間。但香港航管發現其持續往北飛。
- 15時08分：王錫爵以危險操作威脅邱、董兩人。此時飛機高度約4,500呎，飛機發出失速警告。邱明志按下襟翼，解除了墜海的危機。
- 15時13分：王錫爵藉由一架飛往北京的中國民航班機的協助，呼叫廣州航管，在白雲機場降落。
- 飛機降落後，三人被安排住進廣州的某旅館。當晚廣東省省長葉選平還在广东珠岛宾馆宴請三人用餐，王錫爵稱自己“很想念大陸的山河和親人”。

### 5月6日
- 王錫爵在中國民航的副機長及飛航工程師協助下，將飛機從廣州飛到北京，且與父親及兄弟見面，隨後到人民大會堂參與記者會。時任國務院副總理田紀雲在接見王錫爵及其家人時稱王錫爵駕機回大陸的行動是“順乎歷史潮流之舉”，並公開表明了對“三通”的支持。（董光興及邱明志留在廣州）[2]
- 因為「三不政策」，中華航空早先拒絕談判并委託香港國泰航空居中協調人機交還事宜，而大陸方面表示無需“第三者處理”，這使得事件陷入僵持狀態。

### 5月14日
- 中華航空由國泰航空向中國民航傳達，同意於5月17日進行談判。

### 5月17日
- 兩方代表在香港進行首次談判，但並未有結果。但雙方都同意應速讓董光興及邱明志及中華航空貨機歸還，但交接地點未定（中華航空不願意自行派員到廣州交接）。

### 5月18日
- 兩方代表第二度談判，但仍未有結果。

### 5月19日
- 兩方代表第三度談判，達成了人、貨、機均在香港交接的初步協議。

### 5月20日
- 兩方代表最後一次談判，談判完成，簽署會談記要，協議5月24日前董光興及邱明志和貨機及貨物歸還華航，中國民航不向中華航空收取飛機的加油費及相關整備費用和兩人食宿費，但也不負責賠償損失的生鮮貨物。
- 停在北京的中華航空貨機，由中國民航人員檢修及試俥，準備飛回廣州。

### 5月23日
- 10時30分：中華航空貨機由中國民航的李長幸機長駕駛，從廣州白雲機場起飛。
- 10時52分：中華航空貨機降落香港啟德機場。
- 10時57分：中國民航及中華航空雙方的代表進入機艙內，進行人員及貨物和飛機的交接。
- 11時10分：中國民航的代表及工作人員完成交接後離開機艙。
- 11時13分：中華航空的代表帶着董光興及邱明志下飛機，接受中華航空主管及人員的歡迎。
- 14時20分：董光興及邱明志由中華航空主管陪同，搭乘CI828班次飛機回台北，機上回答記者問題。
- 15時30分：CI828班次飛機降落中正機場，董光興及邱明志召開記者會。

## 後續事件
- 王錫爵之後轉任中國民航波音747機長，年滿60歲後停飛轉任中華人民共和國民航總局華北分局副局長，已經退休。他因為劫機而被中華民國執法部門通緝，至2011年，由於王錫爵25年未到案，追訴權到期，通緝令屆滿而臺灣臺北地方法院檢察署（今臺灣臺北地方檢察署）宣佈對其做出不起訴處分。[3]
- 2007年，《聯合報》記者訪問王錫爵，他對劫機的過程表示是他先支開機械員邱明志，要他去機艙拿榴槤，接著用劫機演習的名義銬住董光興，之後再表明劫機，要去廣州，兩人聽了非常害怕，在過程中完全沒有發生扭打事件。[4]
- B-198飛機在1991年12月29日執行358號班機任務時由中正國際機場（今桃園國際機場）飛往美國安克拉治途中，因引擎故障而回航，但因右側兩具引擎掉落而在臺北縣萬里鄉山區墜毀，機上機組員全數罹難。
- 劫機事件發生後，立法委員謝學賢就王錫爵劫機一事指出在台灣的外省人都思鄉思親情切，基於人道立場，應考慮准許他們回鄉探親。1987年，中華民國政府正式宣佈解除臺灣省戒嚴令，並且開放大陸探親。

## 脚注与参考文献
1. ↑  曹燕. . 《黄埔》. 2007, (06).
2. ↑  . 南方日報. 2009-08-26  [2013-06-01]. （原始内容存档于2014-05-03）.
3. ↑  . 香港文匯報. 2011-12-21  [2013-06-01]. （原始内容存档于2013-07-03）.
4. ↑  . 凤凰网. 2008-01-04  [2013-06-01]. （原始内容存档于2017-12-14）.

## 外部連結
- Airliners.net上的B-198飛機照片 （页面存档备份，存于）
- 新快報 1986年5月4日停在廣州的B-198號飛機照片 （页面存档备份，存于）
- 「21年前劫機留迷團，王錫爵北京度晚年」